# Ancistria schuhi
Ancistria schuhi is een keversoort uit de familie Passandridae. De wetenschappelijke naam van de soort is voor het eerst geldig gepubliceerd in 1996 door Burckhardt.